# Domenico Arcudi
Domenico Arcudi (Reggio Calabria, 3 giugno 1909 – Palermo, 25 dicembre 1985) è stato un politico italiano.

## Biografia
Medico oculista, nel 1953 viene eletto senatore con il Partito Nazionale Monarchico, confermando il proprio seggio anche alle elezioni politiche del 1958, rimanendo in carica fino al 1963.
Successivamente aderisce alla Democrazia Cristiana, con la quale torna al Senato dopo le elezioni del 1968, confermando il seggio anche nel 1972. Conclude la propria esperienza parlamentare nel 1976.
Muore il giorno di Natale del 1985, all'età di 76 anni.